# Trimetilamina-N-óxido reductasa (citocromo)
La Trimetilamina N-óxido reductasa (citocromo) (EC 1.7.2.3) es una enzima que cataliza la siguiente reacción química:
Por lo tanto los dos sustratos de esta enzima son trimetilamina, agua y dos citocromo c oxidados; mientras que sus tres productos son N-óxido de trimetilamina, dos citocromo c reducidos y iones hidrógeno.

## Clasificación
Esta enzima pertenece a la familia de las oxidorreductasas, más específicamente a aquellas oxidorreductasas que actúan utilizando compuestos nitrogenados como dadores de electrones y con un citocromo como aceptor.

## Nomenclatura
El nombre sistemático de esta clase de enzimas es trimetilamina:citocromo c oxidorreductasa. Otros nombres de uso común pueden ser TMAO reductasa, y TOR.

## Estructura y función
Esta enzima forma parte de la cadena de transporte de electrones de algunos microorganismos, ha sido aislada de Escherichia coli y de la bacteria fotosintética Roseobacter denitrificans. El óxido de trimetilamina se encuentra en forma abundante en los tejidos de los peces, y la reducción bacteriana de este compuesto a trimetilamina, un compuesto mucho más oloroso; constituye uno de los principales procesos por los cuales se echa a perder el pescado.
El citocromo c presente en la bacteria fotosintética es una proteína pentaheme. Contiene bis(molibdopterina guanina dinucleótido)molibdeno como cofactor. El agente reductor es un citocromo c multiheme unido a membrana. También es capaz de reducir DMSO a dimetilsulfuro.